# Polanka Horyniecka
Polanka Horyniecka est une localité polonaise de la gmina de Horyniec-Zdrój, située dans le powiat de Lubaczów en voïvodie des Basses-Carpates.